# Carlos Casartelli
Carlos Casartelli (Villa Ángela, Chaco, 4 de noviembre de 1974) es un exfutbolista argentino, que jugaba en la posición de delantero. Es hermano del también exfutbolista Fernando Casartelli.

## Trayectoria
Hijo del músico Alfonso Casartelli, durante su niñez formó parte como acordeonista del grupo de chamamé Hermanitos Casartelli -llegando a grabar un par de discos- y jugó al fútbol en Unión Progresista, antes de unirse a las divisiones inferiores del Deportivo Mandiyú. En ese club debutaría profesionalmente el 11 de noviembre de 1994 en un partido ante Belgrano de Córdoba, gracias a que Diego Maradona -a la sazón entrenador de los correntinos- lo envió a la cancha desde el banco de suplentes. Pasó luego a Independiente, llegando en 1996 a Gimnasia y Esgrima de Jujuy. Su buena actuación en ese club le permitió ser fichado por la UD Salamanca en 1998.
Con los salamantinos jugaría toda la temporada 1998-99 de la Primera División de España, en la cual anotaría 5 goles en 30 presentaciones. A pesar de que su equipo perdió la categoría en esa ocasión, Casartelli pudo prolongar durante unos meses más su participación en el campeonato más importante del fútbol profesional español al ser fichado por el Espanyol de Barcelona.
En enero de 2000 regresó a su país, cedido por el club catalán al Estudiantes de La Plata por un semestre.
Concluida su experiencia en el club platense, Casartelli migraría a México, donde jugaría las siguientes ocho temporadas con ocho clubes distintos.
En julio de 2008 fue repatriado por Huracán.
Volvió a México en 2010 para jugar en el Ascenso MX. Allí se destacó como goleador.
Se retiró del fútbol en 2012, luego de jugar en el Argentino C con Unión Progresista.

### Clubes
| Club                    | País      | Año       |
| ----------------------- | --------- | --------- |
| Mandiyú de Corrientes   | Argentina | 1994-1995 |
| Independiente           | Argentina | 1995-1996 |
| Gimnasia (J)            | Argentina | 1996-1997 |
| UD Salamanca            | España    | 1998-1999 |
| Espanyol de Barcelona   | España    | 1999      |
| Estudiantes (LP)        | Argentina | 2000      |
| Atlante                 | México    | 2000-2001 |
| Veracruz                | México    | 2001-2003 |
| Correcaminos de la UAT  | México    | 2003      |
| Querétaro               | México    | 2004      |
| Monterrey               | México    | 2005      |
| Tecos de la UAG         | México    | 2006      |
| Dorados de Sinaloa      | México    | 2006-2007 |
| Tecos de la UAG         | México    | 2007      |
| Indios de Ciudad Juárez | México    | 2008      |
| Huracán                 | Argentina | 2008-2009 |
| Club León               | México    | 2010      |
| Mérida FC               | México    | 2010      |
| Unión Progresista       | Argentina | 2012      |